# Championnats du monde de tir 1998
Navigation
Édition précédente Édition suivante
Les championnats du monde de tir 1998, quarante-septième édition des championnats du monde de tir, ont eu lieu à Barcelone et Saragosse, en Espagne, en 1998.